# Tam Tiến (Bắc Giang)
Tam Tiến is een xã in het district Yên Thế, een van de districten in de Vietnamese provincie Bắc Giang. De provincie Bắc Giang ligt in het noordoosten van Vietnam, dat ook wel Vùng Đông Bắc wordt genoemd.
In Tam Tiến bevindt zich Station Mỏ Trạng. Dit spoorwegstation bevindt zich even ten oosten van xóm Mỏ Trạng.